# Ōkubo Toshimichi
Ōkubo Toshimichi (Kōrai, 26 settembre 1830 – Tokyo, 14 maggio 1878) è stato un politico giapponese.
Come Ministro dell'Interno (Naimukyō) fu determinante nella modernizzazione del Giappone. Le sue politiche erano atte allo sviluppo economico del paese e all'accentramento del potere politico.

## Biografia
I suoi genitori erano Juemon Ōkubo e Fuku Minayoshi.
Originario del dominio di Satsuma, discendeva da una famiglia di samurai di basso rango (heishi) appartenente ai vertici della nobiltà (koshōgumi). All'età di 16 ricoprì diversi incarichi negli archivi e nel dipartimento delle finanze del dominio di Satsuma. A seguito del rinnovamento Meiji si unì al partito pacifista, la cui priorità era la ricostruzione della nazione invece che una possibile guerra con la Corea.
Tra i più stretti collaboratori di Ōkubo vi furono Ōkuma Shigenobu e Itō Hirobumi. Le sue politiche di accentramento del potere e il graduale diseredamento dei samurai destarono numerosi malcontenti, soprattutto nel dominio di Satsuma. Il consolidamento del potere da parte della nuova leadership avvenne in concomitanza con l'affiorare dei problemi legati all'introduzione del capitalismo occidentale nel paese. Tuttavia, il governo cercò di far fronte alla crisi economica gettando le basi per costruire un "paese ricco e forte" (fukoku kyōhei).
Nel 1871 Ōkubo si unì a Kido Takayoshi, originario del dominio di Chōshū, nell'abolizione del sistema feudale e della carica di daimyō, il ché gli costò l'inimicizia del samurai Shimazu Hisamitsu, la cui famiglia aveva a lungo tratto vantaggio dal sistema tradizionale. Dal 1873 al 1878 viaggiò in Europa e in America e al suo rientro, rimasto colpito soprattutto dall'efficienza del trasporto pubblico e dell'industria tessile in Inghilterra, avviò un piano di riforme volte allo sviluppo economico assieme a Ōkuma Shigenobu. Ōkubo gradualmente abolì diverse convenzioni sociali, molte delle quali erano ridicolizzate in Occidente, e lui stesso passò a vestirsi secondo la moda occidentale.
Quando venne ufficialmente istituito il Ministero dell'Interno in Giappone, Ōkubo ne salì a capo ottenendo per la prima volta nella storia del paese la giurisdizione sugli affari interni e sulla sicurezza. Durante il suo mandato incoraggiò la nascita dell'imprenditoria privata e si occupò di svariati temi di competenza di altri dicasteri, come l'agricoltura, il commercio interno ed estero, l'industria leggera, le forze di polizia e i servizi postali. Inoltre diresse da Nagasaki la spedizione punitiva contro gli aborigeni di Formosa e guidò la positiva missione diplomatica a Pechino nell'autunno del 1874.
Dal 1874 al 1878 gestì un potere quasi assoluto, sopprimendo con pugno di ferro ogni agitazione antigovernativa, come ad esempio la ribellione di Saga.
Morì assassinato nel 1878 mentre si dirigeva al Palazzo Akasaka per una seduta del Consiglio di Stato.

## Nella cultura di massa
- Il suo omicidio è trattato nell'episodio 24 della prima stagione dell'anime Kenshin - Samurai vagabondo dal titolo 14 maggio, anno 11 dell'Era Meiji.

- È presente come personaggio ricorrente nell'anime Meiji Gekken: 1874.